# Temporada 1859-1860 del Liceu

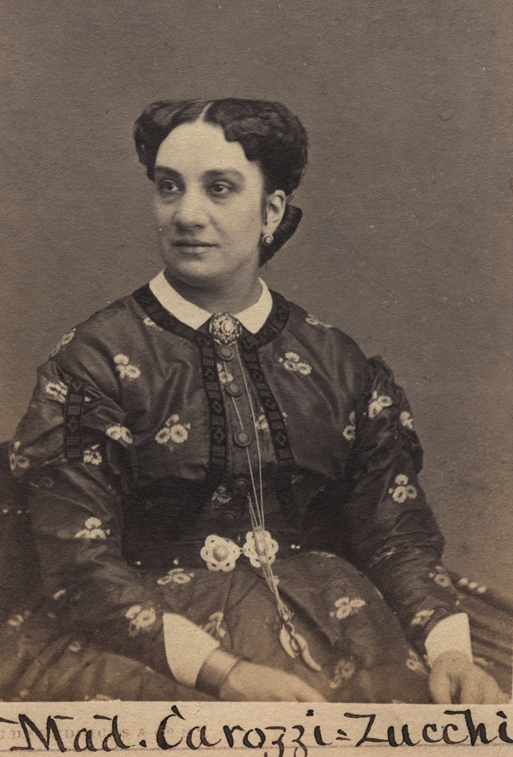
Carlotta Carozzi Zucchi al voltant de 1865

La temporada 1859-1860 del Liceu es va caracteritzar per l'arribada de l'òpera francesa La juive, de Halévy, que seria popular durant molts anys, bé que sempre cantada en italià.
La temporada va comptar amb els següents artistes de la companyia lírica italiana:
- Mestre director musical: Gabriel Balart
- Director d'orquestra: Joan Baptista Dalmau
- Sopranos primeres: Carlotta Carozzi Zucchi
- Sopranos segones: Caterina Mas i Porcell, Maria Asconi de Aduccy
- Mezzosoprano primera: Carolina Dory
- Mezzosoprano segona:
- Primers tenors: Giuseppe Limberti, Tito Palmieri
- Segon tenor: Gaetano Aduccy
- Baríton: Ferdinando Bellini
- Baix primer: Agustí Rodas, Josep Obiols[2]

| Temporada 1859-1860 del Liceu |                    |                                     |                   | |           |                                                                                          |
| Òpera                         | Compositor         | Director musical                    | Director d'escena | Papers principals | Producció | Dates                                                                                    |
| L'assedio di Leida            | Errico Petrella    | Gabriel Balart                      |                   | |           | 1 d'octubre a l'11 de novembre                                                           |
| Il trovatore                  | Giuseppe Verdi     | Gabriel Balart, Marià Obiols (maig) |                   | Ferdinando Bellini / Leone Giraldoni (maig), Carlotta Carozzi-Zucchi, Carolina Dory (octubre; novembre; desembre; febrer) / Antonietta Mary-Pancani (8 maig) / Caterina Mas-Porcell (10, 13, 28 maig), Giuseppe Limberti / Emilio Pancani (maig), Agustí Rodas, Isolina Porcell, Ignasi Costa, Josep Obiols |           | 10, 11, 30, 31 octubre; 6, 7, 17, 20 novembre; 25 desembre; 5 febrer; 8, 10, 13, 28 maig |
| I lombardi                    | Giuseppe Verdi     | Gabriel Balart                      |                   | |           | 16 d'octubre a l'1 de desembre                                                           |
| Lucrezia Borgia               | Gaetano Donizetti  | Gabriel Balart                      |                   | |           | 27 al 28 d'octubre                                                                       |
| Ernani                        | Giuseppe Verdi     | Gabriel Balart                      |                   | |           | 3 de novembre al 22 d'abril                                                              |
| Il Fornaretto                 | Gualtiero Sanelli  |                                     |                   | Agustí Rodas, Caterina Mas-Porcell, Carlotta Carozzi Zucchi, Carolina Dory, Costa, Ferdinando Bellini, Tito Palmieri, Josep Obiols, Jover, Moragas |           | 27 de novembre                                                                           |
| Gemma di Vergy                | Gaetano Donizetti  | Gabriel Balart                      |                   | |           | 11 de desembre al 20 de maig                                                             |
| Lucia di Lammermoor           | Gaetano Donizetti  | Gabriel Balart                      |                   | |           | 17 de desembre al 19 de febrer                                                           |
| Saffo                         | Giovanni Pacini    | Gabriel Balart                      |                   | |           | 10 de gener al 27 de març                                                                |
| Roberto Devereux              | Gaetano Donizetti  | Marià Obiols                        |                   | Chiaramonti, Ferdinando Bellini, Caterina Mas-Porcell, Giuseppe Limberti, Costa, Coll |           | 26 de gener                                                                              |
| Il conte Murray               | Saverio Mercadante |                                     |                   | |           | 25 de febrer                                                                             |
| Il reggente                   | Saverio Mercadante |                                     |                   | Tito Palmieri, Agustí Rodas, Carlotta Carozzi Zucchi, Josep Obiols, Costa, Carolina Dory, Caterina Mas-Porcell, Maria Asconi de Aduccy |           |                                                                                          |
| La traviata                   | Giuseppe Verdi     | Marià Obiols                        |                   | Carlotta Carozzi-Zucchi, Emilio Pancani, Leone Giraldoni |           |                                                                                          |